# IndustriALL Global Union
IndustriALL Global Union – federacja związków zawodowych pracowników przemysłu. Zrzesza 600 związków zawodowych ze 140 krajów. Została zawiązana w Kopenhadze w 2012 roku.

## Obszary reprezentacji
Organizacja zrzesza pracowników następujących przemysłów: 
- wydobycie ropy i gazu;
- górnictwo, diamenty i kamienie szlachetne;
- wytwarzanie i dystrybucja energii elektrycznej;
- metalurgia;
- budowa statków i złomowanie statków;
- przemysł motoryzacyjny;
- lotnictwo;
- inżynieria mechaniczna;
- elektryka i elektronika;
- chemikalia;
- przemysł chemiczny (produkcja ogumienia);
- przemysł celulozowo-papierniczy;
- materiały budowlane;
- tekstylia, odzież, skóra i obuwie[1].